# Exorista fasciata
Exorista fasciata là một loài ruồi trong họ Tachinidae.